# Audan Tasqala
Der Audan Tasqala (kasachisch Тасқала ауданы Tasqala audany, russisch Таскалинский район Taskalinski rajon) ist ein Bezirk im Gebiet Westkasachstan in Kasachstan.

## Bevölkerung
Bei der Volkszählung 1999 hatte der Audan Tasqala 20.645 Einwohner. Die Volkszählung 2009 ergab für den Bezirk eine Einwohnerzahl von 17.202. Bei der letzten Volkszählung 2021 lebten 16.348 Menschen im Audan Tasqala. Die Fortschreibung der Bevölkerungszahl ergab zum 1. Januar 2025 eine Einwohnerzahl von 15.822.
| Einwohnerentwicklung               | Einwohnerentwicklung | Einwohnerentwicklung | Einwohnerentwicklung | Einwohnerentwicklung | Einwohnerentwicklung | Einwohnerentwicklung | Einwohnerentwicklung |
| 1939                               | 1959                 | 1970                 | 1979                 | 1989                 | 1999                 | 2009                 | 2021                 |
| ---------------------------------- | -------------------- | -------------------- | -------------------- | -------------------- | -------------------- | -------------------- | -------------------- |
| 38.758                             | 14.606               | 21.237               | 22.131               | 21.605               | 20.645               | 17.202               | 16.348               |
| Anmerkung: Volkszählungsergebnisse |                      |                      |                      |                      |                      |                      |                      |

## Verwaltungsgliederung
Der Audan Tasqala ist in neun ländliche Bezirke (kasachisch Ауылдық округ Auyldyq okrug; russisch Сельский округ Selski okrug) gegliedert (Stand: 2021).
| Ländlicher Kreis | Einwohner | Einwohner | Orte                                        |
| Ländlicher Kreis | 2009      | 2021      | Orte                                        |
| ---------------- | --------- | --------- | ------------------------------------------- |
| Amangeldi        | 1378      | 1227      | Amangeldi, Scheschin                        |
| Aqtau            | 1248      | 1044      | Aqkütir, Aqtau, Qaraoi, Qysylbas            |
| Dostyq           | 1054      | 736       | Bastau, Dostyq, Yntymaq                     |
| Köschin          | 739       | 618       | Ojan, Kengschailau                          |
| Merei            | 1629      | 1551      | Ainabulaq, Aqqainar, Merei, Örken, Toghaily |
| Mereke           | 829       | 731       | Mereke, Qalmaq                              |
| Qasaqstan        | 1204      | 976       | Almaly, Atameken, Qalmaqschabyn, Qissyqsai  |
| Scheschin        | 1390      | 1019      | Jemenschar, Scheschin, Taldybulaq           |
| Tasqala          | 7731      | 8446      | Birlik, Schiger, Tasqala                    |